# Дюссен, Жан-Марк
Жан-Марк Дюссен (фр. Jean-Marc Doussain, родился 12 февраля 1991 года в Тулузе) — французский регбист, флай-хав (блуждающий полузащитник) и скрам-хав (полузащитник схватки) клуба «Тулуза» и сборной Франции. В 2011 году его три реализации помогли клубу выиграть чемпионат Франции, а в том же году он сыграл на чемпионате мира в Новой Зеландии и вышел за 5 минут до конца матча, став первым в истории регбистом, дебютировавшим за сборную в финале чемпионата мира. Благодаря своей мощной контактной игре получил прозвище «Малыш Байрон» (фр. Bébé Byron) в честь новозеландца Байрона Келлехера, ранее игравшего за «Тулузу».

## Биография

### Ранние годы

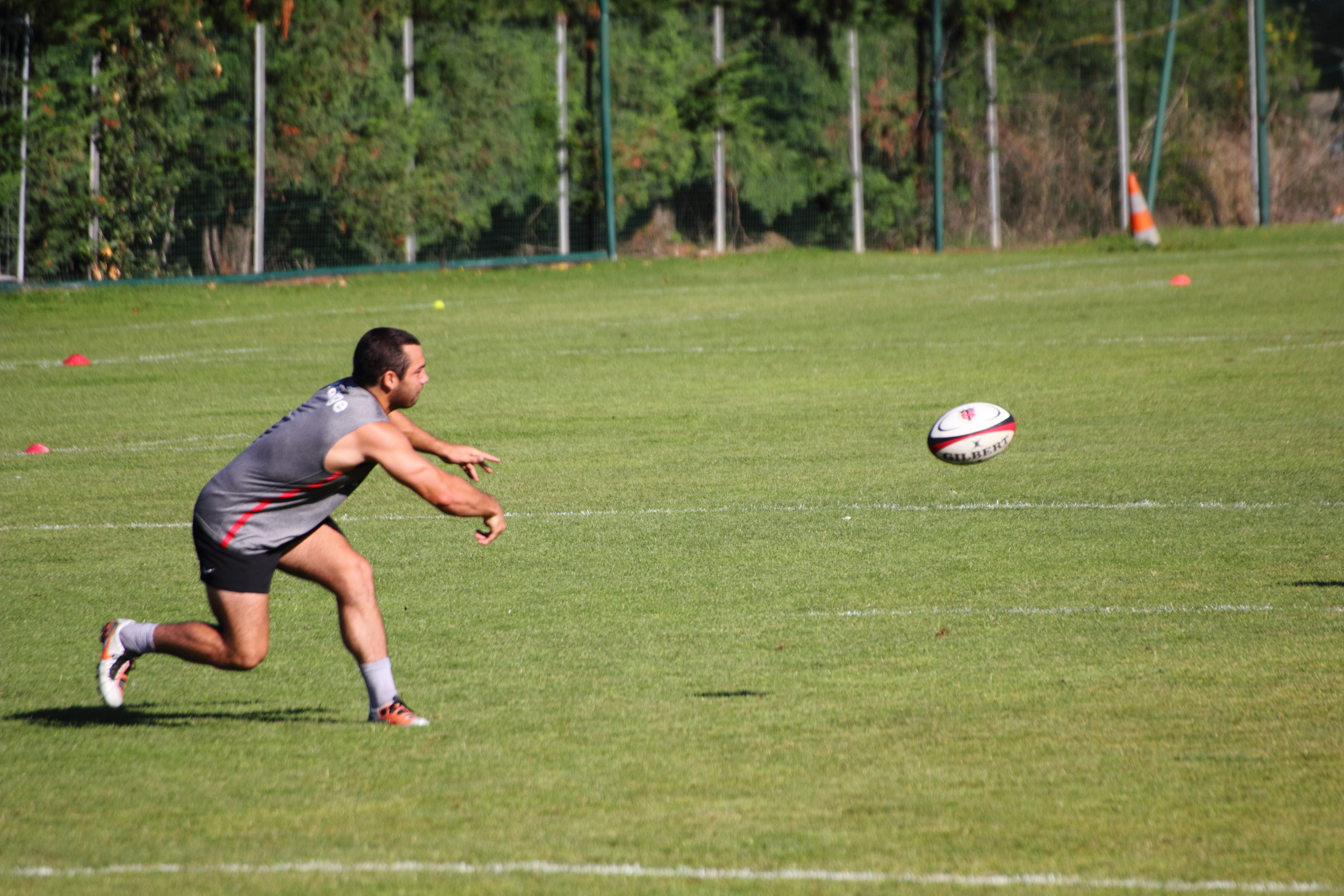
На тренировке в 2011 году

Уроженец Сен-Круа-Вольвестр, Дюссен начал заниматься регби в местной команде в 1997 году, позже перешёл в команду местечка Сен-Жирон, а в команду Тулузы прибыл в 2007 году в возрасте 16 лет. Будучи опытным игроком из Арьежа, ранее выступавшим за команду региона Юг-Пиренеи, он стал участником учебно-тренировочных сборов и разных матчей «Тулузы». Проходил обучение в Национальном центре регби в Маркусси в 2008—2009 годах и выступал в молодёжной команде в Кубке Франца Райхеля.
В 2009 году Дюссен дебютировал в основном составе клуба в предсезонной подготовке, сыграв в нескольких товарищеских матчах. Выступал изначально на позиции флай-хава (блуждающего полузащитника) по причине травм Давида Скрела и Жана-Батиста Элиссальда, но в последнем матче предсезонной подготовки против «Биарриц Олимпик» сломал себе нос и пропустил матч открытия сезона 2009/2010 Топ-14 против «Монтобана». По ходу сезона Ги Нове вносил Дюссена в заявки на матчи, но не считал обязательным выпускать игрока на поле. Всего две игры Жан-Марк провёл в сезоне 2009/2010, выйдя в них на замену: 28 ноября 2009 года в матче против «Монтобана» (домашняя победа), а 20 февраля 2010 года — в матче против «Тулона» (домашнее поражение, игроки основного состава тогда отправились на подготовку к Кубку шести наций). Тогда же Жан-Марк стал готовиться в составе молодёжной сборной (до 20 лет) к молодёжному Кубку шести наций.
В мае 2010 года он заключил первый профессиональный контракт с клубом до 2012 года. 21 августа 2010 года он впервые вышел на поле в стартовом составе в игре против «Кастр Олимпик», а первую попытку занёс 19 февраля 2011 года в игре против «Биарриц Олимпик», но позже был заменён тренерами в целях сохранения сил и подготовки к Кубку шести наций. В Кубке Хейнекен он дебютировал 23 января на позиции скрам-хава (полузащитника схватки) в игре против «Лондон Уоспс», первую попытку занёс 18 декабря 2011 года в игре против «Харлекуинс» (тогда играл под номером 9).

### В основном составе

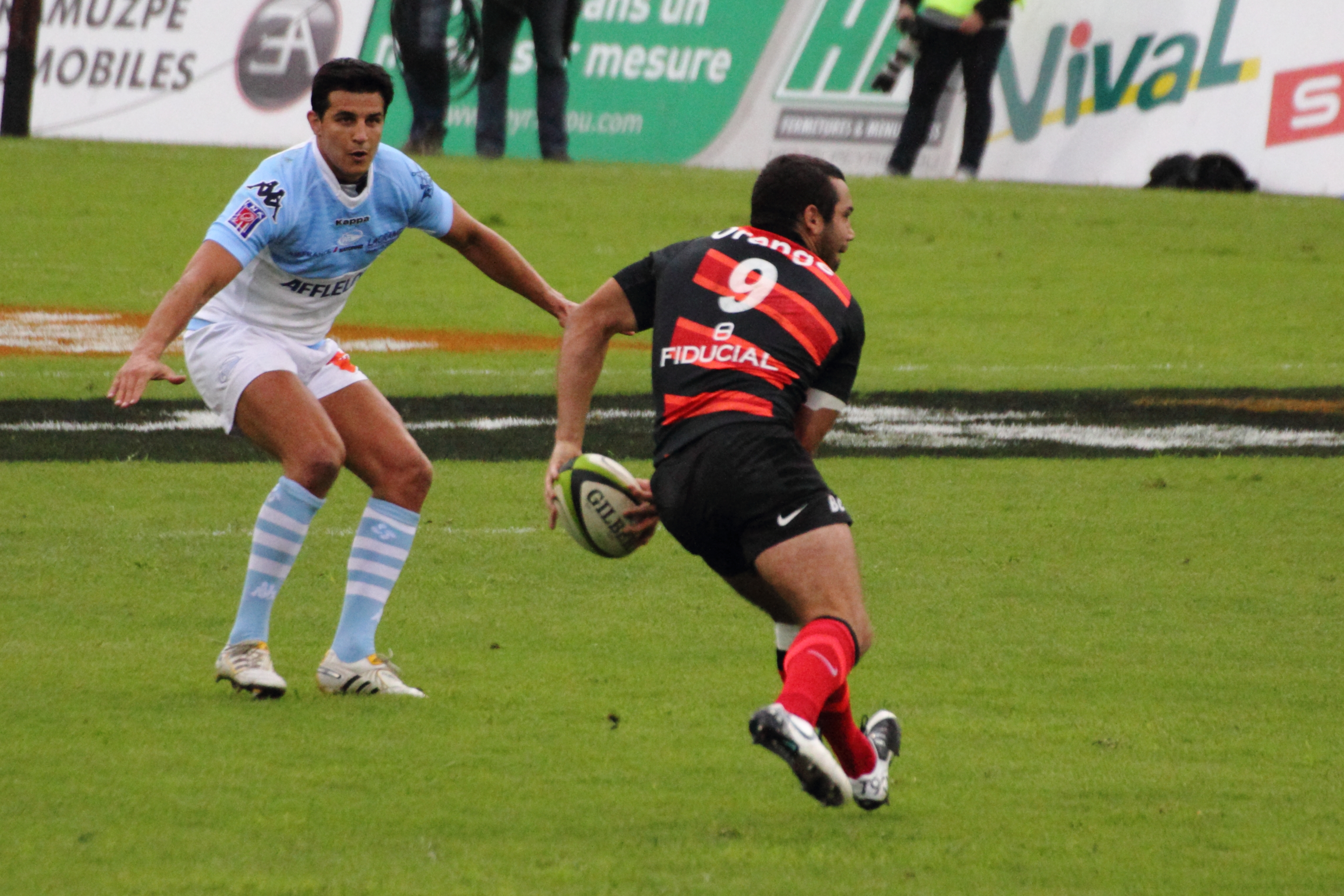
Жан-Марк Дюссен против Бенджамина Бойе, матч «Байонне» — «Тулуза», сезон 2011/2012 Топ 14

Игроком основы Дюссен стал в сезоне 2010/2011 после травм Николя Вергалло и Фредерика Михалака. Победив в полуфинале «Клермон-Овернь» со счётом 29:6, «Тулуза» вышла в финал чемпионата Франции, где 4 июня 2011 года одолела команду «Монпелье Эро» со счётом 15:10 и завоевала чемпионский титул, ставший первым в карьере Дюссена. Также Дюссен получил приз на 8-м фестивале «Ночь регби» (фр. Nuit du rugby) как лучший дебютант Топ-14.

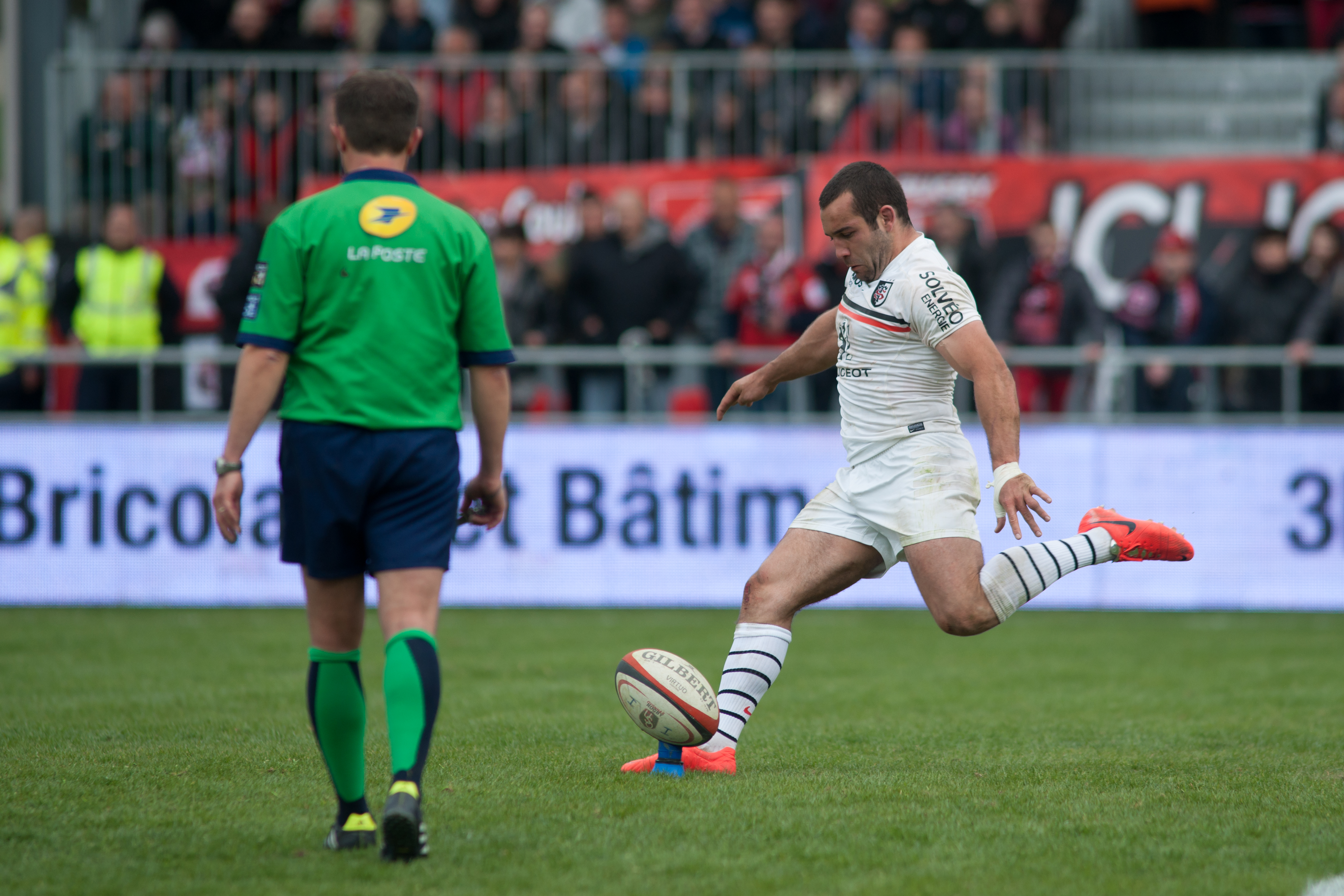
Жан-Марк Дюссен пробивает пенальти в матче 19 апреля 2014 года против «Ойонны»

После чемпионата мира 2011 года в команду перешёл Люк Бёрджес, и Дюссен стал реже выходить в основном составе, но при этом провёл 12 игр на позиции скрам-хава и 3 игры на позиции флай-хава. В полуфинале и финале чемпионата Франции он играл под номером 9 и завоевал свой второй титул чемпиона страны, но при этом не попал ни в заявку на Кубок шести наций 2012, ни на летнее турне французской сборной. В сезоне 2012/2013 Дюссен продолжил соперничество с Бёрджессом на позиции скрам-хава: оба выходили в стартовом составе по 17 раз за сезон. В октябре и декабре 2012 года Дюссен сыграл три матча на позиции флай-хава (в том числе и один еврокубковый), что было обусловлено срочной необходимостью по причине травм Люка Макалистера и Лионея Бокси, а затем продолжил выходить в стартовых составах уже в раунде плей-офф. В сезоне 2013/2014 Жан-Марк сыграл 27 из 28 игр клуба, несмотря на появление конкурента в лице Яно Вермаака, и доказал свою важность для клуба.
В сезоне 2014/2015 у Дюссена появился ещё один конкурент за место под номером 9 — Себастьен Бези, но это не мешало Дюссену играть под номером 10 в паре с Бези. 7 декабря 2014 года в поединке против «Глазго Уорриорз» была одержана победа 19:11, и оба сыграли на высоком уровне. Всего же в «Тулузе», помимо Дюссена, под 10-м номером могли играть только Люк Макалистер и Тоби Флуд (последний перешёл в 2014 году в «Тулузу» из команды «Лестер Тайгерс»).

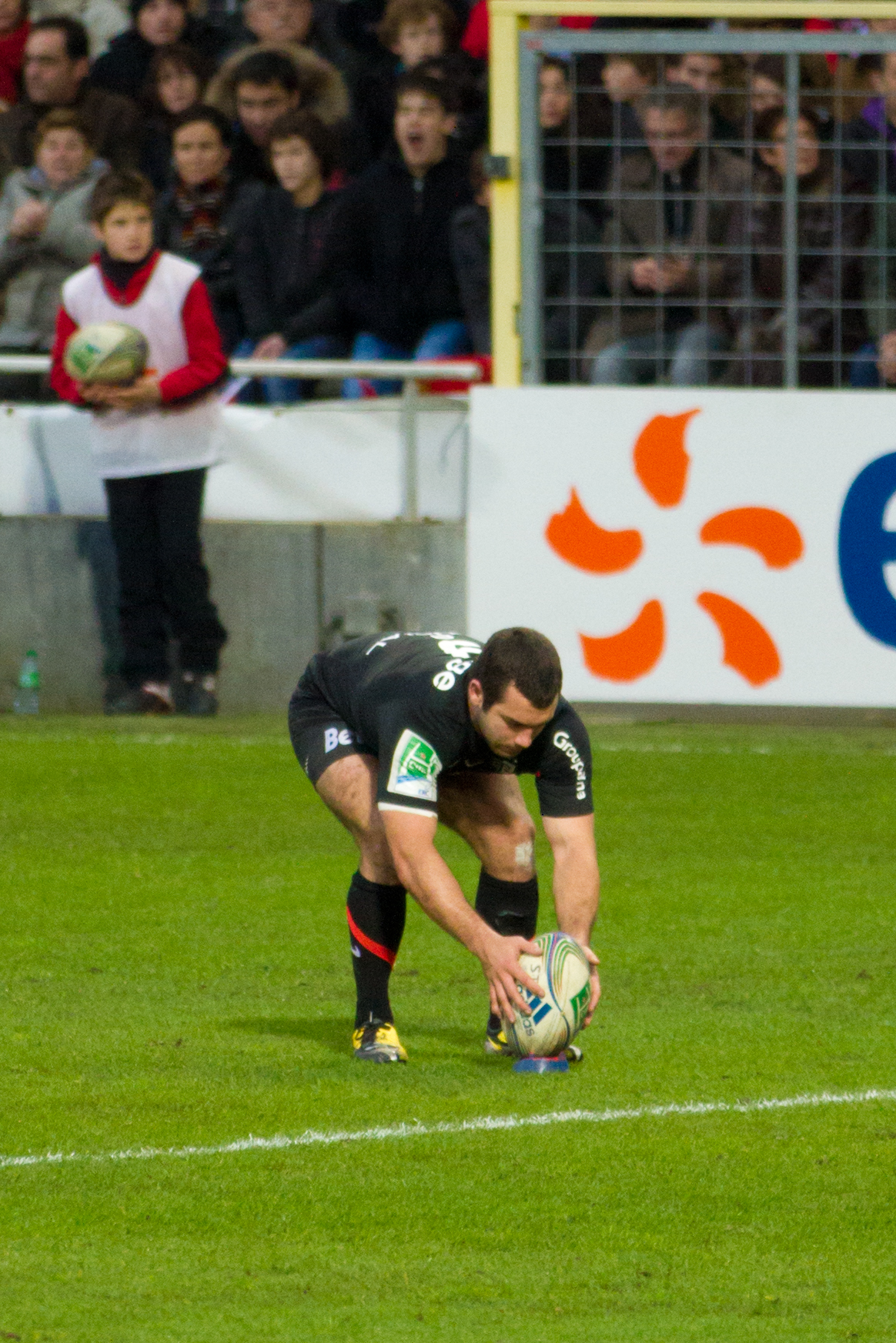
Жан-Марк Дюссен готовится нанести удар в матче против «Харлекуинс»

После ухода Вермаака в «Стормерз» команда снова начала поиск нового скрам-хава, коим стал Давид Меле. Дюссен первоначально не давал шансов Меле на конкуренцию в первых играх, но стал проигрывать место в составе Бези и задумался об уходе из клуба. Отговорил его от этого тренер Уго Мола, выставивший Дюссена в играх против «Ольстера», «Тулона» и «Стад Франсе». Тем самым Жан-Марк заслужил вызов в сборную Франции под руководством Ги Нове и продлил ещё на два года контракт с клубом.

### Переход в «Лион»
В начале сезона 2017/2018 Дюссен был игроком основного состава, но позже стал проигрывать конкуренцию австралийцу Заку Холмсу. В ноябре 2017 года он подписал трёхлетний контракт с «Лионом».

## В сборной

### Юниорская
Жан-Марк играл за сборные Франции возрастных категорий до 18, до 19 и до 20 лет.

### Чемпионат мира 2011
В возрасте 20 лет Дюссен попал в заявку на чемпионат мира 2011 года, когда тренером сборной Франции был Марк Льевремон. Он так и не сыграл ни на групповом этапе, ни в раундах плей-офф перед финалом, но 14 сентября всё-таки вышел на поле. В матче против Японии травму правого плеча получил ключевой игрок сборной Давид Скрела, что и вынудило тренеров включить Дюссена в состав сборной. Жан-Марк вышел за 5 минут до конца финальной игры против Новой Зеландии вместо Дмитрия Иашвили и стал первым регбистом, дебютировавшим на международном уровне в финальном матче чемпионата мира.

### Команда Филиппа Сен-Андре (2012—2015)
Летом 2013 года Дюссен попал в расширенный список игроков, которые должны были отправиться в турне по Новой Зеландии. Тренер Филипп Сен-Андре включил Дюссена, убрав из списка Моргана Парра. В первом тест-матче против новозеландской сборной Дюссен вышел на замену на 42-й минуте вместо травмированного Максима Машно. На той же неделе в поединке против «Блюз» он вышел в стартовом составе и провёл уверенно весь матч, уступив место Камилю Лопесу на 68-й минуте. Жан-Марк сумел провести три реализации из четырёх и забить четыре пенальти из пяти (Франция выиграла матч со счётом 38:15). Он пропустил третий матч турне (второй с Новой Зеландией) и вышел в последнем, уступив место на 58-й минуте Максиму Машно и успев дважды отличиться с пенальти. В ноябрьских тест-матчах Дюссен вышел на замену в первой встрече против новозеландцев и в ещё одном матче против ЮАР. Таким образом, Дюссен отметился в карьере 4 матчами против Новой Зеландии.
Кубок шести наций 2014 года стал ещё одним турниром, в котором Дюссен принял участие, и первым для него таким кубком (вторым дебютантом Кубков шести наций стал Жюль Плиссон). Несмотря на первые две победы на Англией и Италией, Жан-Марк не выходил в следующих двух играх в стартовом составе, а во время матча против Уэльса (поражение со счётом 6:27) его вообще не выпустил на Поле тренер Филипп Сен-Андре. Тренер «Тулузы» Ги Нове заступился за своего подопечного и раскритиковал подобное решение Сен-Андре. 8 марта 2014 года он провёл последнюю игру на турнире против Шотландии, забив пенальти на 79-й минуте и принеся победу.

### Команда Ги Нове (2016—н.в.)
При новом тренере Ги Нове Дюссена в сборную вызвали для подготовки к Кубку шести наций 2016 года, он занял позицию флай-хава. Он сыграл первые два матча (две победы над Италией и Ирландии), заняв место Жюля Плиссона. В связи с возвращением оправившегося от травмы Франсуа Трин-Дюка Дюссен не играл остальные матчи, хотя готовился к матчу против Уэльса.
Через несколько месяцев Дюссен был заявлен в основной состав сборной Франции на место флай-хава и принял участие в ноябрьских тест-матчах, в том числе и в игре против Австралии, в которой успешно заменил травмированного Франсуа Трин-Дюка и находившегося не на пике формы Жюля Плиссона. На Кубке шести наций 2017 года он сыграл первую встречу турнира против Англии и третий матч против Ирландии, поскольку проиграл конкуренцию Камилю Лопесу. В июне 2018 года Дюссен не попал в состав сборной Франции, но зато выступил за клуб «Барбарианс Франсез» в матчах против новозеландских клубов «Крусейдерс» и «Хайлендерс», выйдя во втором случае как капитан (оба раза его клуб, однако, проиграл — 26:42 и 10:29 соответственно).

## Стиль игры
Жан-Марк Дюссен при росте 174 см и массе 90 кг является невысоким, но физически крепким игроком. Он может отрабатывать в обороне и проводить хорошие захваты. Ги Нове объяснил выбор Дюссена в состав сборной Франции на Кубок шести наций 2016 тем, что на поле он безупречен в плане своих действий, является «скалой в обороне», а также очень хорошо ладит с партнёрами по команде. Дюссен может играть под номером 9 или 10 на поле, но считает, что выбор номера не влияет особо на стиль его игры.

## Статистика

### Клубная

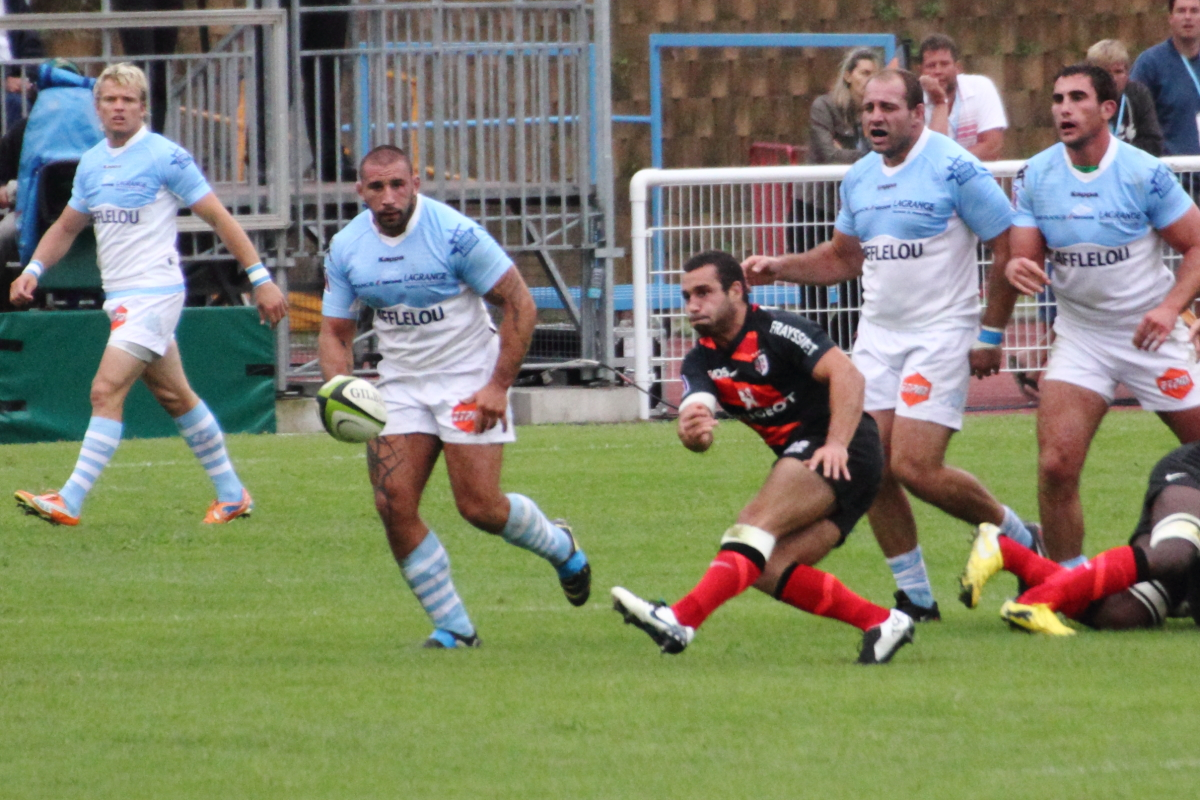
Жан-Марк Дюссен после разыгранного рака в матче против «Авирон Байонне», 2012 год

Дюссен выступает за клуб с 2010 года в Топ-14 и Кубке Хейнекен.
| Сезон     | Клуб   | Топ 14 | Топ 14 | Топ 14  | Топ 14 | Еврокубки                                  | Еврокубки | Еврокубки | Еврокубки |
| Сезон     | Клуб   | Турнир | Матчи  | Попытки | Очки   | Турнир                                     | Матчи     | Попытки   | Очки      |
| --------- | ------ | ------ | ------ | ------- | ------ | ------------------------------------------ | --------- | --------- | --------- |
| 2009/2010 | Тулуза | Топ 14 | 2      | 0       | 0      | Кубок Хейнекен                             | 0         | 0         | 0         |
| 2010/2011 | Тулуза | Топ 14 | 11     | 1       | 26     | Кубок Хейнекен                             | 5         | 0         | 0         |
| 2011/2012 | Тулуза | Топ 14 | 22     | 0       | 9      | Кубок Хейнекен                             | 5         | 1         | 16        |
| 2012/2013 | Тулуза | Топ 14 | 27     | 1       | 13     | Кубок Хейнекен                             | 6         | 0         | 9         |
| 2013/2014 | Тулуза | Топ 14 | 18     | 3       | 96     | Кубок Хейнекен                             | 7         | 0         | 36        |
| 2014/2015 | Тулуза | Топ 14 | 24     | 2       | 32     | Кубок европейских чемпионов                | 5         | 1         | 5         |
| 2015/2016 | Тулуза | Топ 14 | 11     | 0       | 4      | Кубок европейских чемпионов                | 5         | 0         | 2         |
| Итого     | Итого  | Топ 14 | 115    | 7       | 180    | Кубок Хейнекен/Кубок европейских чемпионов | 33        | 2         | 68        |

### В сборной
| Год   | Турнир            | Матчи | Очки | Попытки | Пенальти | Дроп-голы | Реализации |
| ----- | ----------------- | ----- | ---- | ------- | -------- | --------- | ---------- |
| 2011  | Чемпионат мира    | 1     | 0    | 0       | 0        | 0         | 0          |
| 2013  | Тест-матчи        | 2     | 6    | 0       | 2        | 0         | 0          |
| 2014  | Кубок шести наций | 5     | 27   | 0       | 7        | 0         | 3          |
| 2014  | Тест-матчи        | 2     | 3    | 0       | 1        | 0         | 0          |
| Итого | Итого             | 10    | 36   | 0       | 10       | 0         | 3          |

## Достижения

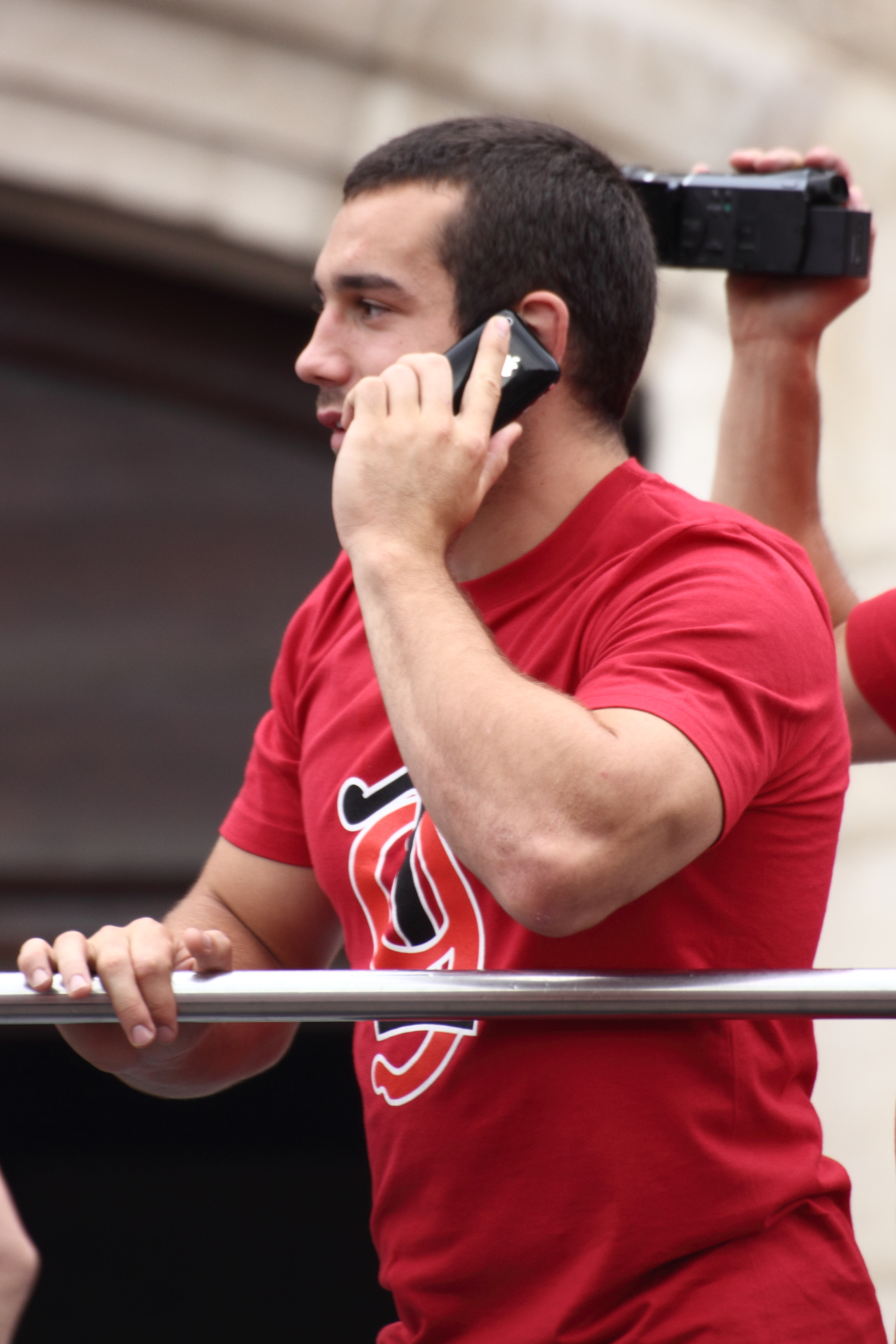
Жан-Марк Дюссен отмечает 19-е чемпионство «Тулузы» 2012 года

### Клубные
- Чемпион Франции среди юниоров: 2008 («Аламерсери»)
- Серебряный призёр турнира Юг-Пиренеи: 2008
- Чемпион Франции: 2011, 2012 («Тулуза»)

### В сборной
- Чемпион Европы среди игроков не старше 18 лет: 2009
- Вице-чемпион мира: 2011

#### На чемпионате мира
Жан-Марк Дюссен сыграл свою первую и единственную (на текущий момент) игру на чемпионате мира в финале первенства 2011 года. При травмированном Давиде Скрела он вышел за 5 минут до конца финальной встречи против Новой Зеландии вместо Дмитрия Иашвили. Он же стал первым регбистом, чей дебют в любой из национальных сборных пришёлся именно на финал чемпионата мира. На чемпионат мира 2015 года тренер Филипп Сен-Андре не взял Дюссена.
| Турнир              | Достижение    | Результаты сборной | Результаты игрока | Сыграно игроком матчей |
| Новая Зеландия 2011 | Вице-чемпионы | 4 В, 0 Н, 3 П      | 0 В, 0 Н, 1 П     | 1/7                    |

Легенда: В = выиграно, Н = ничья, П = проиграно.

#### Кубок шести наций
Дебют Жан-Марка в Кубке шести наций пришёлся на 2014 год, но Франция закончила турнир на 4-м месте.
| Турнир                 | Достижение | Результаты сборной | Результаты игрока | Сыграно игроком матчей |
| Кубок шести наций 2014 | 4-е место  | 3 В, 0 Н, 2 П      | 3 В, 0 Н, 2 П     | 5/5                    |

Легенда: В = выиграно, Н = ничья, П = проиграно. Жирным выделяются турниры, в которых команда выиграла Большой шлем.

### Личные
- Ночь регби-2011: лучшее открытие чемпионата Франции 2010/2011

## Вне регби
Жан-Марк получил высшее образование (высший сертификат техника) в области электротехники.